# Jules Mény
Pour les articles homonymes, voir Mény (homonymie).
Jules Menj dit Mény (ou Meny) est un ingénieur, homme d’affaires et résistant français né le 17 septembre 1890 à Paris et mort en déportation le 22 avril 1945 à Buchenwald.
Jeune officier, il est un aviateur émérite pendant la Première Guerre mondiale.
Il devient administrateur délégué de la Compagnie française des pétroles (future compagnie « Total » puis TotalEnergies), à partir de 1928, puis en prend la présidence fin 1940. Il contribue à son développement pendant une quinzaine d’années, jusqu’au milieu de la seconde guerre mondiale.
De mars à juin 1940, il est brièvement sous-secrétaire d'État, chargé de la production d’armements pour l’armée de l’air.
Avec une vingtaine de hauts fonctionnaires, il est arrêté en 1943 et transféré en Allemagne mais, après une tentative d’évasion au début de l’automne 1944, il est repris et subit les conditions de détention très sévères des déportés, ce qui le conduit à la mort, lors d’un transfert entre deux camps, quelques jours avant la fin du conflit.

## Biographie

### Origines
Jules Adolphe Menj naît de Adolphe Godefroy Menj, peintre en bâtiment, et de Adeline Philippine Alice Dini, institutrice, le 17 septembre 1890 à Paris 9e, rue Milton, dans les locaux de l’école protestante où sa mère enseigne. L’un de ses deux arrière-grands-pères paternels (le père de son grand-père paternel) était venu de Suisse sous la Révolution ; son grand-père maternel était d'ascendance italienne ; ses deux grand-mères étaient de souche paysanne française.

### Formation et premier conflit mondial
Après des études à l'École polytechnique (classé 3e au concours d’entrée de la promotion 1909, sorti major en 1912), Mény choisit le corps des mines (en fonction de son classement de sortie) et poursuit sa scolarité à l'École des mines de Paris en 1913, qu’il achève tardivement en 1919 en raison de la guerre.
Au début de la Première Guerre mondiale, il sert dans l'artillerie, au 11e régiment d’artillerie puis, dès la fin de l’année 1914, dans l'aviation. Avec quatre victoires à son actif, il termine la guerre capitaine, et officier de la Légion d'honneur.

### Carrière
Après la guerre et un premier emploi dans les mines de Douai, en vue de reconstituer une partie des houillères du Nord sinistrées, Jules Mény est recruté en 1920 pour co-diriger la Steaua Romana, une entreprise pétrolière roumaine. Ceci lui permet de faire ses preuves et de devenir l'un des spécialistes français du pétrole, industrie minière et manufacturière encore balbutiante.
Sous sa direction, la production annuelle de la Steaua Romana passe de 300 000 à 1 200 000 tonnes de pétrole brut et la société raffine toute sa production. Toutefois, Jules Mény conduit l'entreprise dans une situation dégradée, avec en 1929 une dette atteignant 92% du capital versé. Aucun dividende n'est distribué jusqu'en 1932, ceux qui suivent jusqu'en 1939 étant, d'après l'historien Philippe Marguerat, d'un montant ridicule.
La Steaua Romana exporte en Italie, France et Angleterre, au moyen de ses propres pétroliers, et commercialise elle-même ses produits au Proche-Orient, en Turquie, Bulgarie, Hongrie, Tchécoslovaquie, Autriche, Allemagne et Suisse. En outre, Jules Mény sait constituer autour de lui une équipe de cadres compétents, n’hésitant pas à les envoyer à tour de rôle se former outre-Atlantique, se confrontant ainsi aux méthodes des compagnies pétrolières américaines.
En 1928, Ernest Mercier lui offre le poste d'administrateur délégué de la Compagnie française des pétroles (CFP), créée quatre ans plus tôt à l’initiative de l’ancien président de la République Raymond Poincaré, pour défendre et gérer les intérêts pétroliers français au Moyen-Orient, dans un contexte de forte concurrence avec les sociétés américaines — comme Standard Oil — et les sociétés britanniques ou néerlandaises, Anglo-Persian (future BP) et Shell.
De 1929 à 1939, d’importantes réalisations sont à mettre au crédit de la CFP, notamment : la construction des raffineries françaises de Gonfreville (estuaire de la Seine) et de la Mède (étang de Berre) ; l’inauguration en 1935 des deux oléoducs (pour pétrole brut) de Kirkouk à la mer Méditerranée qui marque le début des importations régulières du pétrole d'Irak en France (couvrant 40 % des besoins français en 1938) ; la création d'une flotte de pétroliers aux couleurs de la CFP pour assurer les transferts maritimes vers la France.

### Seconde Guerre mondiale
Quand la guerre éclate en septembre 1939, en tant que colonel de réserve, Mény — âgé de 49 ans, et insistant pour être mobilisé — est d'abord affecté au Grand Quartier général de l’armée de l’air, puis à la tête de la mission aérienne française à Londres et, début 1940, à la direction des fabrications d'armement au ministère de l'Air à Paris, où il devient sous-secrétaire d'État en mars, dans le gouvernement Paul Reynaud, au côté d’un autre nouvel arrivant, le général Charles de Gaulle. Pendant ce mandat de quelques mois (de janvier à juin), Mény parvient à faire tripler la production qu’il supervise. Mais ces efforts sont trop tardifs pour un renforcement effectif de l’armée de l’air française : la France est submergée sur terre et dans les airs par la vague de l’invasion allemande de mai et juin 1940, et demande l’arrêt des combats au bout d’environ un mois et demi de lutte.
Après l’armistice du 22 juin 1940, Jules Mény reste en France occupée auprès de sa famille. Son camarade de promotion et ami, Aimé Lepercq, est nommé directeur du Comité d'organisation des combustibles solides, tandis que Mény l’est à la tête du Comité d'organisation des combustibles liquides. Mény reste par ailleurs aux commandes de la CFP où il est nommé président-directeur général. Pendant cette période tumultueuse, Mény s’attache à préserver les intérêts pétroliers de la CFP et de la France au Proche-Orient. À cet effet, il parvient à maintenir un lien — notamment financier — avec Américains et Britanniques, ce qui permet de conserver la participation française de la CFP dans les champs pétroliers du Nord de l’Irak. Cette défense des intérêts de la CFP et des soupçons d’aide à la Résistance finissent par lui valoir la délivrance d’un mandat d’arrêt en août 1943, ainsi qu'à destination d’une vingtaine de hauts fonctionnaires : absent le jour où la police se présente à son domicile parisien, Mény se constitue prisonnier le lendemain pour épargner sa famille ; il est ensuite envoyé en Allemagne au camp de Füssen-Plansee, où les conditions de détention réservées à quelques hautes personnalités sont clémentes pour l’époque.
À la libération de la France, le gouvernement provisoire à Paris lui attribue la médaille de la Résistance. Au début de l’automne 1944, l’essentiel du territoire métropolitain français ayant été libéré, sachant ainsi sa famille, et ses principaux adjoints de la CFP, à l’abri du risque de représailles, Mény décide de s'évader, mais il est repris après deux ou trois jours de marche tout près de la frontière suisse : on l’envoie alors à Dachau, dans un kommando de représailles, où il subit un hiver d'une dureté exceptionnelle. En avril 1945, à l’approche des troupes alliées de l’Ouest, les détenus de Dachau sont temporairement évacués vers Buchenwald, plus au nord. Puis vers la fin du mois, par crainte des troupes soviétiques s’approchant par l’est, le transfert inverse est décidé. Mény refuse alors la possibilité qui lui est offerte de rester sur place (à Buchenwald), et choisit d’accompagner ses compagnons d’infortune (du kommando de représailles) qui repartent vers Dachau le 24 avril. Ce retour se fait dans des conditions brutales et, à quelques jours de la fin de la guerre seulement, à une date non connue précisément, il meurt, probablement dès le début du transfert entre les deux camps, des suites de coups ou d’une exécution sommaire par balles.

### Vie privée
Jules Mény a épousé, pendant la Première Guerre mondiale, en septembre 1918, Mlle Alexandre avec qui il a ensuite eu quatre enfants,.

## Distinctions
- Officier de la Légion d'honneur.